# Buccinum
Buccinum ist der Name einer artenreichen Schneckengattung aus der Familie der Hornschnecken (Buccinidae), deren mittelgroße bis große Arten circumboreal im Atlantik und Pazifik zu finden sind. Die wahrscheinlich häufigste Art ist die im ganzen Nordatlantik vorkommende Wellhornschnecke (Buccinum undatum), die aber wie andere Arten der Gattung in vielen Gegenden durch Gewässerverschmutzung bedroht ist.

## Merkmale
Die rechtsgewundenen Gehäuse der Buccinum-Arten sind mehr oder weniger kegelförmig. Sie haben ein hohes Gewinde und meist einen bauchigen Körperumgang. Die Oberfläche kann glatt oder gefaltet und spiral gestreift sein, bei manchen Arten auch mit Kanten und Knoten. Der Apex ist in der Regel in die jüngeren Umgänge eingewachsen. Die recht große Gehäusemündung ist eiförmig, unten weit ausgeschnitten, mit einem einfachen Außenrand und ohne Varix. Die Spindel ist unregelmäßig ausgeschnitten und bildet häufig zwei deutliche Winkel. Das meist große Operculum ist kreisrund bis oval und ganzrandig mit einem zentral oder am Außenrand liegenden Nucleus.
Die Schnecken sind wie die meisten Vorderkiemerschnecken getrenntgeschlechtlich. Das Männchen begattet das Weibchen mit seinem langen Penis. Das Weibchen legt Eikapseln ab, in denen sich neben einigen entwicklungsfähigen Eiern viele Nähreier befinden. Soweit bekannt, findet bei allen Buccinum-Arten eine direkte Entwicklung statt, bei der die Embryonen in der Eikapsel die Nähreier verzehren und einige Wochen nach Eiablage als fertige Schnecken schlüpfen. Die Ontogenese ist bisher unter anderem bei Buccinum undatum, B. bayani und B. isaotakii untersucht worden.
Wie andere Hornschnecken ernähren sich die Buccinum-Arten vorwiegend von Polychaeten, Weichtieren und Aas.

## Geschichte der Systematik
Linnaeus beschreibt 1758 die Gattung Buccinum als Schnecke mit einteiliger spiraliger gerundeter Schale mit einer eiförmigen Öffnung, die in einen kleinen rechts gelegenen Kanal endet (bei der „stumpfen“ Form retusa in eine Lakune), mit einer abgestumpften Spitze und einer ebenen inneren Lippe. Auf Grund dieser morphologischen Merkmale des Schneckenhauses schließt er in diese Gattung neben den Wellhornschnecken zahlreiche andere Arten wie etwa die Tonnenschnecken (Buccinum galea, B. dolium, B. perdix), Harfenschnecke (Buccinum harpa), die Netzreusenschnecke (Buccinum reticulatus) oder die zu den Stachelschnecken gehörende, aber stachellose Nordische Purpurschnecke (Buccinum lapillus) ein.
Als Typusart ist die Wellhornschnecke (Buccinum undatum) festgelegt worden. Der Umfang der Gattung wurde mit der Zeit immer mehr eingeengt. Die Heterogenität der Gattung und die Notwendigkeit der Revision wird beispielsweise von Heinrich Carl Küster 1858 beschrieben, ohne dass ihm eine solche im vollen Umfang gelingt. Wilhelm Kobelt beschränkt dagegen 1883 die Gattung bereits auf die noch heute zu derselben gezählten Hornschnecken, indem er die nicht unmittelbar verwandten Arten ausschließt und in andere Gattungen stellt.